# Législature d'État du Mississippi
Capitole de l'État du Mississippi, Jackson
La législature d'État du Mississippi (en anglais : Mississippi Legislature) est l'organe législatif de l'État américain du Mississippi.

## Structure
Elle se présente sous la forme d'un parlement bicaméral composé d'une chambre haute, le Sénat de 52 élus, et d'une chambre basse, la Chambre des représentants de 122 élus.
L'Assemblée générale siège au Capitole situé à Jackson, capitale de l'État.